# Uma Bomba
Uma Bomba é uma música da boy band brasileira Braga Boys.
Lançada no álbum Bomba, de 2000, é uma versão da música "La Bomba", hit na América Latina e na Europa com o grupo boliviano Azul Azul.
Em 2001, foi a música mais tocada do país, chegando a bombar até em Portugal.
A música também foi regravada pela banda Dominó no seu idioma original no álbum Dominó (2001).

## Prêmios
- 2001 — Vencedora do Festival de Verão do Carnaval Baiano[4].